# Nathan Greno
Nathan Greno (Kenosha, Wisconsin) é um diretor, ator, e animador norte-americano. Mais conhecido pelas suas produções nos filmes Bolt, Meet the Robinsons, Irmão Urso, Chicken Little, Mulan, Frozen, e ainda pela sua direção no filme Tangled, que dirigiu junto com Byron Howard em 2010.

## Biografia
Nascido em Kenosha, Wisconsin, educação de Nathan Greno segue o mesmo padrão, como a maioria de figuras de animação de hoje bem conhecidos - como ele descobriu desenhos animados e histórias em quadrinhos em uma idade jovem e passou grande parte de sua adolescência tentando imitar o trabalho de seus heróis.

### Disney
Nathan não decidiu seguir uma carreira com a Walt Disney Company , até que ele e sua família tinham tomado uma excursão através de suas instalações de animação durante uma viagem de família no final de 1980 .
Até o momento ele tinha terminado o ensino médio, Nathan foi bem em seu caminho para se tornar um animador profissional - com seu primeiro passo para alcançar o seu sonho uma parada em Ohio Columbus College of Art and Design.
Durante esse tempo, Nathan enviado obstinadamente seu portfólio para a consideração para a Disney e, por fim, o estúdio concordou em contratá-lo para as suas Animation Studios Florida. 

### Encenação
Não demorou muito para que Nathan perceber que onde ele realmente pertencia estava no departamento de storyboards, como o processo de storyboards, que envolve desenho a cada quadro de um filme antes de começar a produção, tem mais do que algumas semelhanças com as histórias em quadrinhos que Nathan cresceu admirando e debruçado sobre. Um de seus primeiros trabalhos nesta nova capacidade foi em 2003 de Irmão Urso , onde trabalhou intensamente com os roteiristas por trás das cenas e, finalmente, saiu com uma "história de" crédito sobre o produto final.

## Filmografia

### Como Diretor
- Gigantic (2018)
- Enrolados para Sempre (2012)
- Enrolados (2010)
- Let It Begin (2009)
- Super Rhino (2009)

### Como Ator
- Enrolados para Sempre (2012) - Maximus
- Enrolados (2010) - Guarda
- Lanny e Wayne Elfos de Natal Apresentam: Preparação e Pouso (2009) - Dasher
- Bolt (2008)
- A Família do Futuro (2007) - Lefty

### Como Escritor
- Enrolados para Sempre (2012)
- Super Rhino (2009)
- A Família do Futuro (2007)
- Irmão Urso (2003)

### Como Animador
- Bolt (2008)
- A Família do Futuro (2007)
- O Galinho Chicken Little (2005)
- Mulan (1998)

### Departamento de Arte
- Frozen (2013)